# هير (اردبيل)
هير (بالفارسية: هیر) هي منطقة سكنية تقع في إيران في ناحية هير. يقدر عدد سكانها بـ 2,588 نسمة .